# Hyundai S-Coupé
Das Hyundai S-Coupé (auch Hyundai Scoupe) ist ein frontangetriebenes Sportcoupé der Hyundai Motor Company, das auf dem Hyundai Pony X2 basierte und von Herbst 1988 bis Mitte 1995 hergestellt wurde. 

## Modellgeschichte

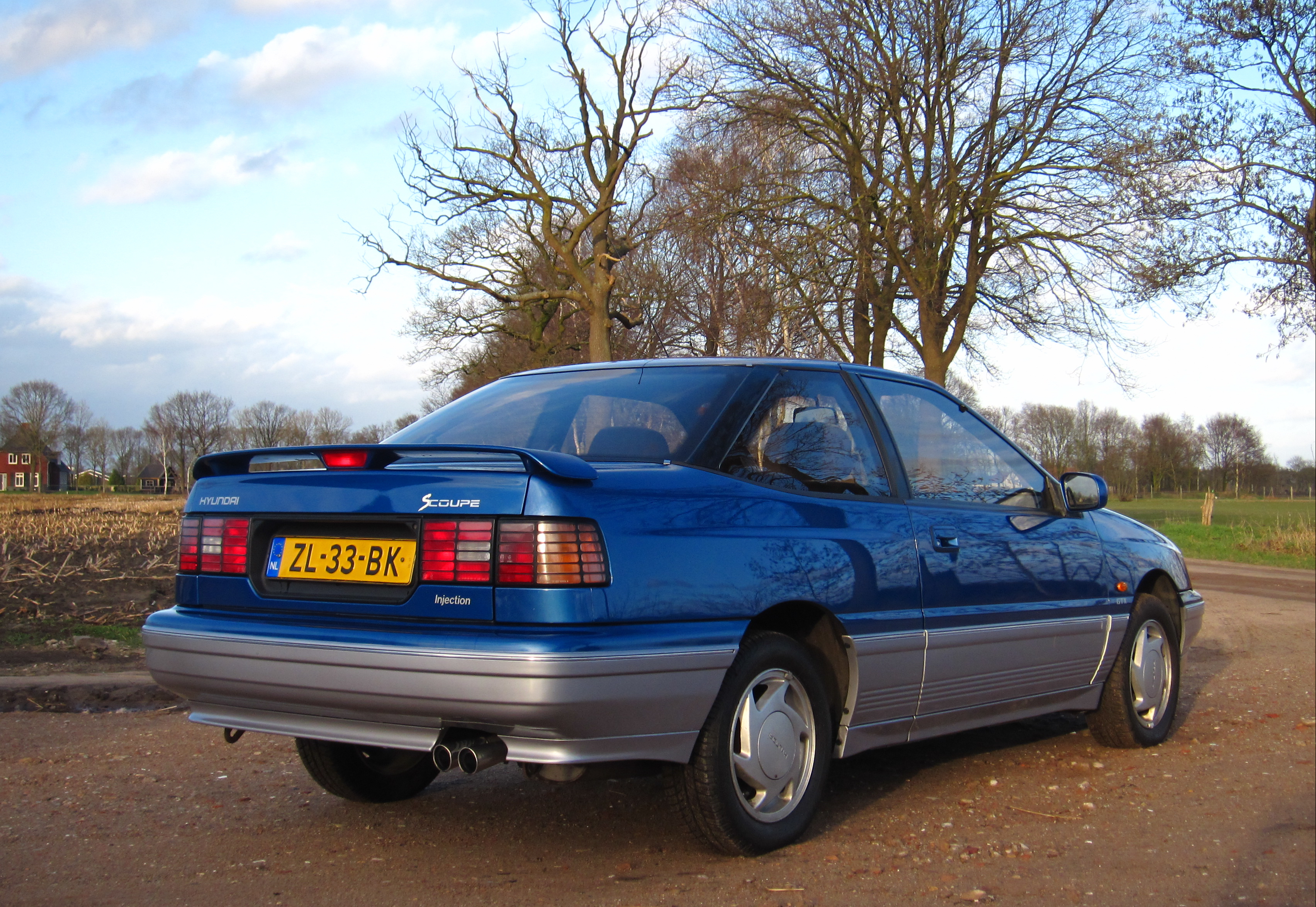
Heckansicht

Nachdem das S-Coupé in Asien Anfang 1988 auf den Markt gekommen war, wurde es ab Januar 1991 auch nach Deutschland exportiert. 
Anfangs verfügte es über einen Vierzylinder-Reihenmotor mit 1468 cm³ Hubraum und 62 kW (84 PS) bei 5500 min−1 und einem maximalen Drehmoment von 124 Nm bei 3000 min−1. Das S-Coupé kostete zu seiner Einführung verhältnismäßig günstige 23.690 DM und war recht üppig ausgestattet. So war unter anderem auch eine Servolenkung und ein Glas-Schiebe-/Hebedach erhältlich. Der Wagen war mit einem 5-Gang-Schaltgetriebe ausgestattet, aber gegen Aufpreis auch mit einem 4-Gang-Automatikgetriebe lieferbar. 

### Modellpflege
Im Frühjahr 1993 erfolgte eine Modellpflege, die dem S-Coupé eine modernere und rundere Karosserie bescherte. Erst durch diese Überarbeitung gelang der Durchbruch auf dem deutschen Markt. 
Auch sein Motor wurde komplett überarbeitet. Die nun hauseigene Konstruktion hatte drei Ventile pro Zylinder und der Hubraum wurde auf 1495 cm³ vergrößert. Der Motor leistete nun 65 kW (88 PS) bei 5600 min−1 und hatte ein maximales Drehmoment von 134 Nm bei 4000 min−1. Parallel dazu war von diesem Motor auch eine Turboversion mit 85 kW (115 PS) bei 5500 min−1 und einem maximalen Drehmoment von 170 Nm bei 4500 min−1 erhältlich, die 1.700 DM Aufpreis kostete.

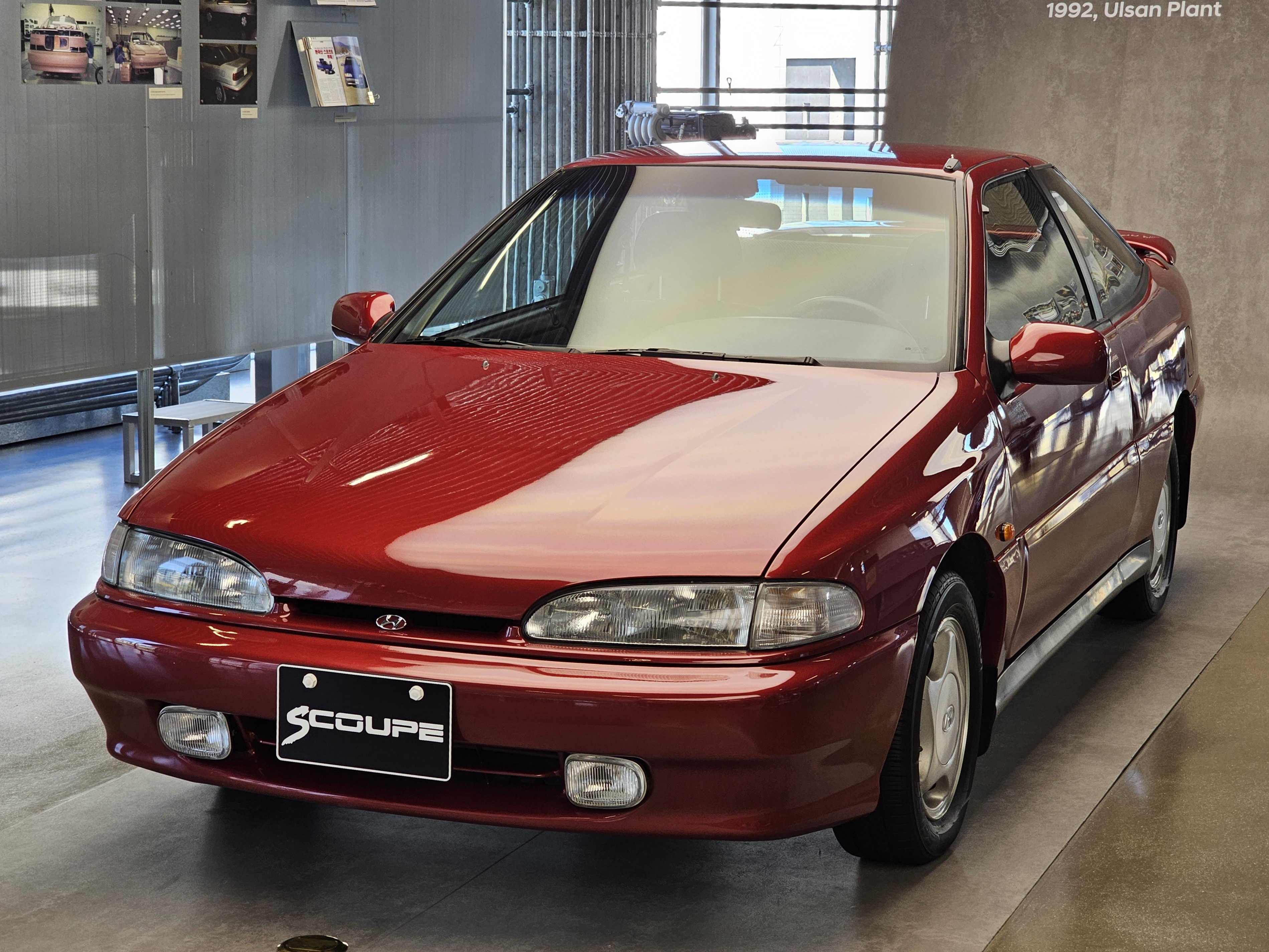
Hyundai S-Coupé (1993–1996)
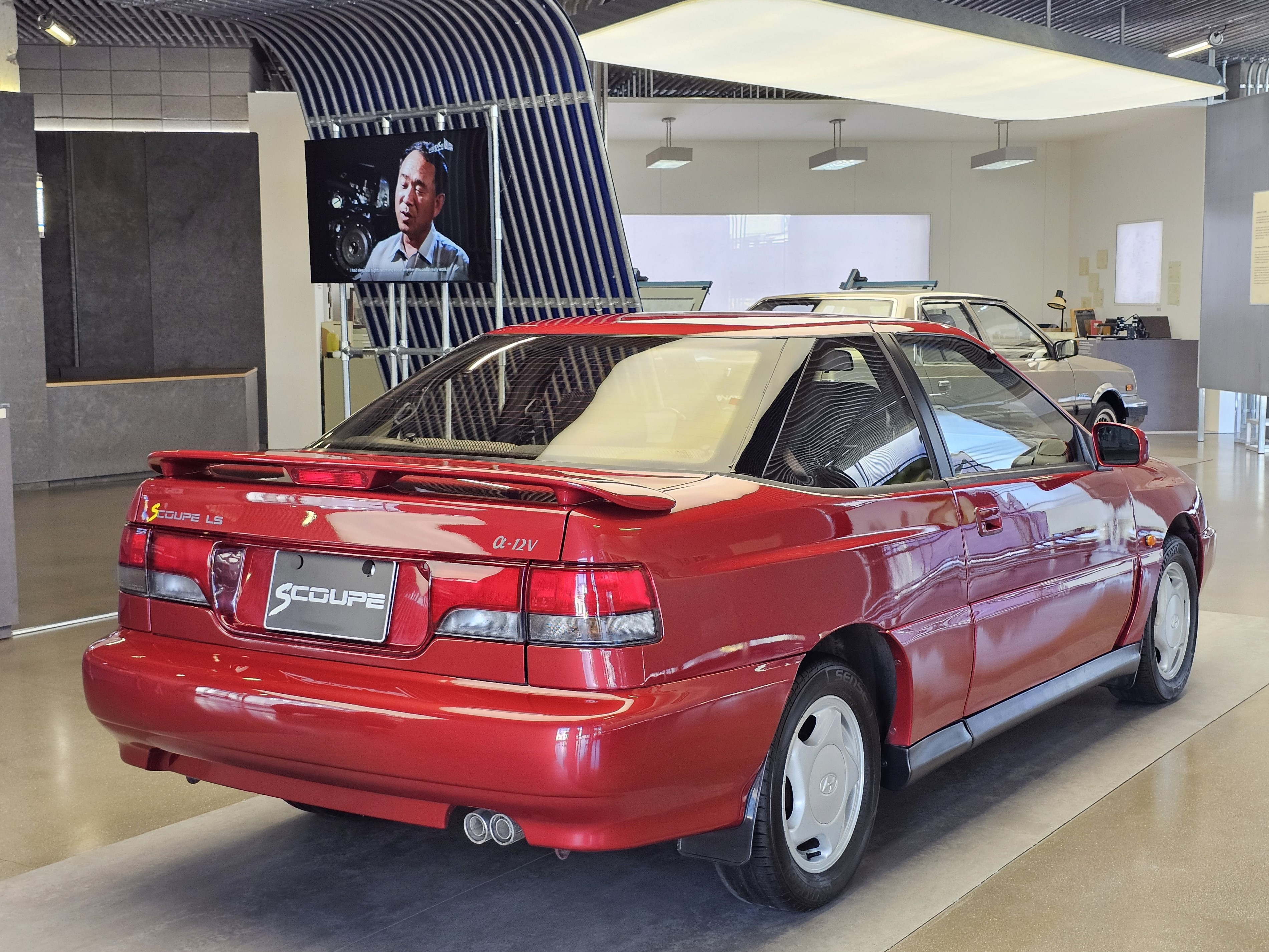
Heckansicht

Im Juni 1996 wurde die Produktion des S-Coupé eingestellt. Sein Nachfolger wurde im September 1996 eingeführt, der nur noch die Bezeichnung Hyundai Coupé trägt.

### Statistik
Nach dem Abschlussbericht des Bundesamtes für Wirtschaft und Ausfuhrkontrolle wurden 407 Hyundai S-Coupés zugunsten der Umweltprämie zwischen dem 27. Januar 2009 und dem 31. Juli 2010 verschrottet.
Zum Stichtag 1. Januar 2024 waren laut Kraftfahrtbundesamt in Deutschland noch 79 Hyundai S-Coupés angemeldet.

## Technische Daten
|                                             | 1.5                        | 1.5                        | 1.5 Turbo                  |
| Bauzeitraum                                 | 1989–1993                  | 1993–1996                  | 1993–1996                  |
| Motorkenndaten                              |                            |                            |                            |
| Motorhersteller                             | Mitsubishi                 | Hyundai                    | Hyundai                    |
| Motorkennung                                | 4G15                       | Alpha G4EK/G4EK-TC         | Alpha G4EK/G4EK-TC         |
| Motortyp                                    | R4-Ottomotor               | R4-Ottomotor               | R4-Ottomotor               |
| Anzahl Ventile pro Zylinder                 | 2                          | 3                          | 3                          |
| Ventilsteuerung                             | OHC, Zahnriemen            | OHC, Zahnriemen            | OHC, Zahnriemen            |
| Gemischaufbereitung                         | Saugrohreinspritzung       | Saugrohreinspritzung       | Saugrohreinspritzung       |
| Motoraufladung                              | –                          | –                          | Turbolader                 |
| Kühlung                                     | Wasserkühlung              | Wasserkühlung              | Wasserkühlung              |
| Bohrung × Hub                               | 75,5 mm × 82,0 mm          | 75,5 mm × 83,5 mm          | 75,5 mm × 83,5 mm          |
| Hubraum                                     | 1468 cm³                   | 1495 cm³                   | 1495 cm³                   |
| Verdichtungsverhältnis                      | 9,4:1                      | 10,0:1                     | 7,5:1                      |
| max. Leistung bei 1/min                     | 62 kW (84 PS) /5500        | 65 kW (88 PS) /5600        | 85 kW (115 PS) /5500       |
| max. Drehmoment bei 1/min                   | 124 Nm /3000               | 134 Nm /4000               | 170 Nm /4500               |
| Kraftübertragung                            |                            |                            |                            |
| Antrieb                                     | Vorderradantrieb           | Vorderradantrieb           | Vorderradantrieb           |
| Getriebe, serienmäßig                       | 5-Gang-Schaltgetriebe      | 5-Gang-Schaltgetriebe      | 5-Gang-Schaltgetriebe      |
| Getriebe, optional                          | 4-Stufen-Automatikgetriebe | 4-Stufen-Automatikgetriebe | 4-Stufen-Automatikgetriebe |
| Messwerte 1                                 |                            |                            |                            |
| Höchstgeschwindigkeit                       | 170–175 km/h (155 km/h)    | 180 km/h (166 km/h)        | 205 km/h (194 km/h)        |
| Beschleunigung, 0–100 km/h                  | k. A.                      | 11,1 s (14,0 s)            | 9,2 s                      |
| Kraftstoffverbrauch auf 100 km (kombiniert) | 7,5 l S (7,3 l S)          | 7,5 l S (7,6 l S)          | 8,4 l S                    |